# Campionati del mondo di ciclismo su pista 2021 - Americana maschile
La gara americana maschile ai Campionati del mondo di ciclismo su pista 2021 si svolse il 24 ottobre 2021 su un percorso di 200 giri, per un totale di 50 km con sprint intermedi ogni 10 giri, di cui l'ultimo con punti doppi. La vittoria andò alla squadra danese.
17 coppie presero il via e 11 completarono la gara.

## Podio
| Pos.    | Atleta                              | Nazionalità |
| ------- | ----------------------------------- | ----------- |
| Oro     | Lasse Norman Hansen Michael Mørkøv  | Danimarca   |
| Argento | Simone Consonni Michele Scartezzini | Italia      |
| Bronzo  | Kenny De Ketele Robbe Ghys          | Belgio      |

## Risultati
| Posizione | Nazione               | Atleti                              | Punti giri | Punti sprint | Totale |
| --------- | --------------------- | ----------------------------------- | ---------- | ------------ | ------ |
| 1         | Danimarca             | Lasse Norman Hansen Michael Mørkøv  | 20         | 48           | 68     |
| 2         | Italia                | Simone Consonni Michele Scartezzini | 40         | 24           | 64     |
| 3         | Belgio                | Kenny De Ketele Robbe Ghys          | 20         | 42           | 62     |
| 4         | Gran Bretagna         | Ethan Hayter Oliver Wood            | 20         | 38           | 58     |
| 5         | Francia               | Benjamin Thomas Morgan Kneisky      | 20         | 38           | 58     |
| 6         | Portogallo            | João Matias Rui Oliveira            | 20         | 7            | 27     |
| 7         | Svizzera              | Lukas Rüegg Robin Froidevaux        | 0          | 11           | 11     |
| 8         | Australia             | Kelland O'Brien Luke Plapp          | 0          | 9            | 9      |
| 9         | Nuova Zelanda         | Corbin Strong Aaron Gate            | 0          | 7            | 7      |
| 10        | Fed. Ciclistica Russa | Lev Gonov Vlas Šičkin               | 0          | 6            | 6      |
| 11        | Spagna                | Erik Martorell Illart Zuazubiskar   | -80        | 0            | -80    |
| 12        | Polonia               | Szymon Sajnok Daniel Staniszewski   | DNF        | DNF          | DNF    |
| 12        | Rep. Ceca             | Denis Rugovac Daniel Babor          | DNF        | DNF          | DNF    |
| 12        | Messico               | José Muñiz Jorge Peyrot             | DNF        | DNF          | DNF    |
| 12        | Bielorussia           | Jaŭheni Karalëk Aliaksei Shmantsar  | DNF        | DNF          | DNF    |
| 12        | Austria               | Maximilian Schmidbauer Andreas Graf | DNF        | DNF          | DNF    |
| 12        | Ucraina               | Volodymyr Dzhus Maksym Vasilyev     | DNF        | DNF          | DNF    |

Nota:
 DNF = ritirati